# Dücker
För fartygen, se HMS Dücker.
Dücker var namnet på en svensk (ursprungligen tysk från Westfalen) adelsätt, varav en gren upphöjdes till grevlig. Båda är utslocknade, men ätten som sedan också spred sig till grevskapet Tyrolen fortlevde på svärdssidan fram till 1923 i Österrike. I ingressen till släktens artikel i Anreps ättartavlor står att ätten kommer från Köln och att den introducerats på riddarhuset i Riga. De båda ätterna i Sverige levde i Baltikum och erkändes som adliga i Sverige när detta landområde införlivades i Sverige.

## Svenska adliga ätten nr 207
Stamfader för den adliga ätten Dücker är en Johan Dücker till Wartz i Livland, som utsågs till lantråd och dessförinnan var vasall hos Erik XIV. Hans hustru var en Staël von Holstein. Deras ättlingar kvarblev på den sidan Östersjön. En sonson till Johan Dücker var Johan Franzson Dücker som naturaliserades som svensk adelsman och år 1634 introducerades å ättens vägnar på nummer 207. Han var arvherre till Wartz, herre till Tidaholm i Västergötland, Ramshult i Småland och Holmgård i Finland. Till hustru hade han Sigrid Ulf af Horsnäs vars mor var en Slatte. Deras son Gustaf Dücker undertecknade 1649 ständernas förklaring om successionen. Han fick en son, ryttmästaren Johan Gustaf. Ätten anses utgången.

## Svenska grevliga ätten nr 61
Som stamfader för grevliga ätten är en major Carl Fredrik Dücker som dödades i en duell och var gift med Anna Sass. Deras son Carl Gustaf Dücker var född i Livland, och blev fältmarskalk och president i Krigskollegium. År 1711 upphöjdes han till friherre utan att först ha adlats, men tog i den egenskapen inte introduktion. I stället upphöjdes han till greve 1719 och introducerades som sådan på nummer 61. Sedan han introducerats var han greve av Jakobsberg i Järfälla socken samt friherre till Säby där. Hans första hustru var furstinnan Theodora Zkozielska Oginska, vars mor var en Wrangel af Lindeberg. Andra hustrun var grevinnan Hedvig Wilhelmina Oxenstierna af Korsholm och Wasa vars mor var en Douglas. Ätten fortlevde med två barn från första äktenskapet. Dottern gifte sig von Rosen och sonen Carl Fredrik Dücker d.y. blev överstelöjtnant och var gift Bennet. Ätten fortlevde med dennes ättlingar i Sverige mot slutet av 1800-talet, men var vid ingången till 1900-talet utgången.

## Salzburggrenen i Österrike
Under det Livländska kriget emigrerade Johann Dückher von Hasslau (Johann Dücker von Haßlau) först till Sverige, och senare till grevskapet Tyrolen i Österrike, där han 1651 erhöll lantmannskap i Salzburg. 1671 upphöjdes ätten till Reichsfreiherr. 1923 utslocknade Salzburger Linie på svärdssidan. Ättens stamslott var Schloss Urstein i Puch, som ägdes inom ätten fram till 1837. Denna gren är mest känd från historikern Franziskus Dückher von Hasslau zu Urstein und Winckl (1609–1671) vilken skrev de först egentliga krönikorna över Salzburg.

## Vapensköld beskrivning
Sköldmärket i hjärtskölden är indelad i fem bjälkar, vilket är ett exempel på hur enkla de medeltida vapenbilderna kunde vara. Stamhjälmprydnaden är beväpnade med armar av silver, vanligen brukar sinister vara blå armarna som vid armbågarna är omknutna av utåt flygande band och mellan sig håller de en sol.

Grevevapnet innehåller sex fält. Första fältet högst upp innehåller ett blått fält med en krona av guld mellan 13 kulor av samma färg. Andra fältet bredvid högst upp innehåller ett rött torn mot en bakgrund av guld, på tornets övre öppning uthängs en spärrfana (landsfana) och en annat fana båda i blå färg. Sidofälten är röda och de vänstra fältet består av två kors ställda kommandostavar av guld. Den vänstra består av ättvapnet för Carl Gustaf Dücker polska hustru furstinnan Theodora Zkozielska Oginska (född 1692). Många polska vapen innehåller bilder av bomärkes karaktär. I grevebrevet beskrivs märket som ett Pohlniskt instrument av silver i ett rött fält. Fältet längst ner till höger består av tre liljor av guld mellan kulor av silver, fyra ovanför och tre nedanför i ett blått fält. Fältet längst ner till vänster består av Ättvapnet för hans mor Anna Elisabeth Sass tillhörande ätten Sass nummer 382. Hjälmprydnaden på dexter består av en stjärna av silver mellan två vingar. Hjälmprydnaden på grevevapnet består av sex standar, omväxlande av silver, guld och blå färg.

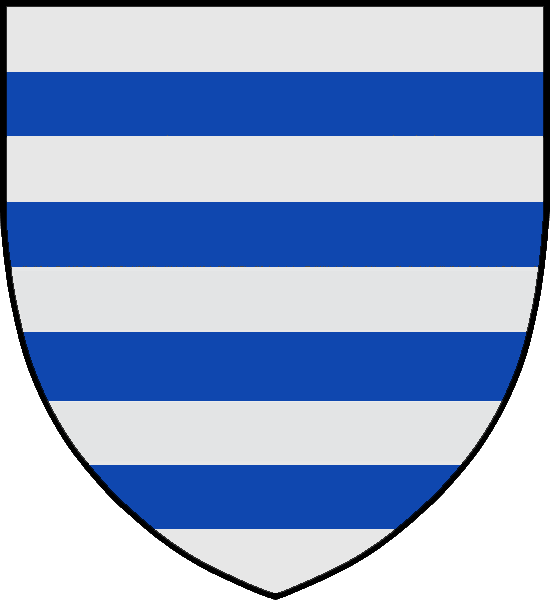
Sköldmärke